# European Canoe Association
European Canoe Association (ECA) är det europeiska idrottsförbundet för kanotsport. Förbundet bildades i Rom i Italien i maj 1993, och erkändes av ICF på kongressen i Acapulco i Mexiko 1994.

## Medlemmar
- Albanien
- Andorra
- Armenien
- Azerbajdzjan
- Belgien
- Bosnien och Hercegovina
- Bulgarien
- Cypern
- Danmark
- Estland
- Finland
- Frankrike
- Georgien
- Grekland
- Irland
- Israel
- Italien
- Kroatien
- Lettland
- Litauen
- Luxemburg
- Malta
- Moldavien
- Montenegro
- Nederländerna
- Nordmakedonien
- Norge
- Polen
- Portugal
- Rumänien
- Ryssland
- Schweiz
- Serbien
- Slovakien
- Slovenien
- Spanien
- Storbritannien
- Sverige
- Tjeckien
- Turkiet
- Tyskland
- Vitryssland
- Ukraina
- Ungern
- Österrike